# Férfi 52 kg-os szabadfogású birkózás az 1992. évi nyári olimpiai játékokon
Az 1992. évi nyári olimpiai játékokon a birkózás férfi 52 kg-os szabadfogású versenyszámának selejtezőjét és döntőjét augusztus 3. és 5. között rendezték a Institut Nacional d'Educació Fisica de Catalunyában.

## Eseménynaptár
| Időpont      | Forduló    |
| ------------ | ---------- |
| augusztus 3. | Csoportkör |
| augusztus 5. | Helyosztók |
| augusztus 5. | Döntő      |

## Eredmények

### Csoportkör
A birkózókat csoportokba osztották, ahonnan az egymás elleni mérkőzések alapján, a csoportok győztesei mérkőzhetek az aranyéremért, a második helyezettek a bronzéremért. A csoportokban elért eredmények alapján, a csoportok első két helyezettjein kívül, a további legjobb három birkózó mérkőzhetett a helyosztókon.
| A csoport                      |                  |                                |     |
| Versenyző                      | Eredmény         | Versenyző                      | Kp  |
|                                |                  |                                |     |
| 1. forduló                     |                  |                                |     |
| Ri Hakszon (Ri Hak-seon) (PRK) | 15-0             | Joe Oziti (NGR)                | 4/0 |
| Valentin Jordanov (BUL)        | 2-1              | Volodimir Tohuzov (EUN)        | 3/1 |
| Shane Stannett (NZL)           | 0-12 (kétvállas) | Majid Torkan (IRI)             | 0/4 |
| Anil Kumár (IND)               | 1-17             | Ahmet Orel (TUR)               | 0/4 |
| Tserenbaataryn Enkhbayar (MGL) | erőnyerő         |                                |     |
| 2. forduló                     |                  |                                |     |
| Tserenbaataryn Enkhbayar (MGL) | 0-4              | Ri Hakszon (Ri Hak-seon) (PRK) | 0/3 |
| Joe Oziti (NGR)                | 2-3 (kétvállas)  | Valentin Jordanov (BUL)        | 0/4 |
| Volodimir Tohuzov (EUN)        | 0-1              | Shane Stannett (NZL)           | 0/3 |
| Majid Torkan (IRI)             | 16-1             | Anil Kumár (IND)               | 4/0 |
| Ahmet Orel (TUR)               | erőnyerő         |                                |     |
| 3. forduló                     |                  |                                |     |
| Ahmet Orel (TUR)               | 14-9             | Tserenbaataryn Enkhbayar (MGL) | 3/1 |
| Ri Hakszon (Ri Hak-seon) (PRK) | 11-0 (kétvállas) | Shane Stannett (NZL)           | 4/0 |
| Valentin Jordanov (BUL)        | 3-2              | Majid Torkan (IRI)             | 3/1 |
| 4. forduló                     |                  |                                |     |
| Ahmet Orel (TUR)               | 4-6              | Valentin Jordanov (BUL)        | 1/3 |
| Ri Hakszon (Ri Hak-seon) (PRK) | 4-0              | Majid Torkan (IRI)             | 3/0 |
| 5. forduló                     |                  |                                |     |
| Ahmet Orel (TUR)               | 8-17             | Ri Hakszon (Ri Hak-seon) (PRK) | 1/3 |
| Valentin Jordanov (BUL)        | erőnyerő         |                                |     |
| 6. forduló                     |                  |                                |     |
| Valentin Jordanov (BUL)        | 4-6              | Ri Hakszon (Ri Hak-seon) (PRK) | 1/3 |

| A csoport |                          |                         |   |    |   |    |    |
| H         | Név                      | Nemzet                  | M | Gy | V | Kp | Tp |
| 1.        | Ri Hakszon (Ri Hak-seon) | Észak-Korea (PRK)       | 6 | 6  | 0 | 20 | 57 |
| 2.        | Valentin Jordanov        | Bulgária (BUL)          | 5 | 4  | 1 | 14 | 18 |
| 3.        | Ahmet Orel               | Törökország (TUR)       | 4 | 2  | 2 | 9  | 43 |
| 4.        | Majid Torkan             | Irán (IRI)              | 4 | 2  | 2 | 9  | 30 |
| 5.        | Tserenbaataryn Enkhbayar | Mongólia (MGL)          | 2 | 0  | 2 | 1  | 9  |
| 6.        | Shane Stannett*          | Új-Zéland (NZL)         | 3 | 1  | 2 | 3  | 1  |
| 7.        | Volodimir Tohuzov        | Egyesített Csapat (EUN) | 2 | 0  | 2 | 1  | 1  |
| 8.        | Anil Kumár               | India (IND)             | 2 | 0  | 2 | 0  | 2  |
| 9.        | Joe Oziti                | Nigéria (NGR)           | 2 | 0  | 2 | 0  | 2  |

* - visszalépett a helyosztótól így a 6. helyre rangsorolták a csoportjában
| B csoport                        |                  |                                  |     |
| Versenyző                        | Eredmény         | Versenyző                        | Kp  |
|                                  |                  |                                  |     |
| 1. forduló                       |                  |                                  |     |
| Constantin Corduneanu (ROU)      | 6-1              | Christopher Woodcroft (CAN)      | 3/1 |
| Chokri Boudchiche (TUN)          | 0-15             | Zeke Jones (USA)                 | 0/4 |
| Alfredo Leyva (CUB)              | 4-1              | Thierry Bourdin (FRA)            | 3/1 |
| Szató Micuru (JPN)               | 3-5              | Kim Szonhak (Kim Seon-Hak) (KOR) | 1/3 |
| Laureano Atanes (ESP)            | erőnyerő         |                                  |     |
| 2. forduló                       |                  |                                  |     |
| Laureano Atanes (ESP)            | 0-15             | Constantin Corduneanu (ROU)      | 0/4 |
| Christopher Woodcroft (CAN)      | 10-0             | Chokri Boudchiche (TUN)          | 3/0 |
| Zeke Jones (USA)                 | 16-1             | Alfredo Leyva (CUB)              | 4/0 |
| Thierry Bourdin (FRA)            | 3-7 (kétvállas)  | Szató Micuru (JPN)               | 0/4 |
| Kim Szonhak (Kim Seon-Hak) (KOR) | erőnyerő         |                                  |     |
| 3. forduló                       |                  |                                  |     |
| Kim Szonhak (Kim Seon-Hak) (KOR) | 11-0 (kétvállas) | Laureano Atanes (ESP)            | 4/0 |
| Constantin Corduneanu (ROU)      | 0-1              | Zeke Jones (USA)                 | 0/3 |
| Christopher Woodcroft (CAN)      | 3-0 (kétvállas)  | Alfredo Leyva (CUB)              | 4/0 |
| Szató Micuru (JPN)               | erőnyerő         |                                  |     |
| 4. forduló                       |                  |                                  |     |
| Szató Micuru (JPN)               | 3-1 (kétvállas)  | Constantin Corduneanu (ROU)      | 4/0 |
| Kim Szonhak (Kim Seon-Hak) (KOR) | 7-5              | Christopher Woodcroft (CAN)      | 3/1 |
| Zeke Jones (USA)                 | erőnyerő         |                                  |     |
| 5. forduló                       |                  |                                  |     |
| Zeke Jones (USA)                 | 9-5              | Szató Micuru (JPN)               | 3/1 |
| Kim Szonhak (Kim Seon-Hak) (KOR) | erőnyerő         |                                  |     |
| 6. forduló                       |                  |                                  |     |
| Kim Szonhak (Kim Seon-Hak) (KOR) | 4-5              | Zeke Jones (USA)                 | 1/3 |

| B csoport |                            |                        |   |    |   |    |    |
| H         | Név                        | Nemzet                 | M | Gy | V | Kp | Tp |
| 1.        | Zeke Jones                 | Egyesült Államok (USA) | 5 | 5  | 0 | 17 | 46 |
| 2.        | Kim Szonhak (Kim Seon-Hak) | Dél-Korea (KOR)        | 4 | 3  | 1 | 11 | 27 |
| 3.        | Szató Micuru               | Japán (JPN)            | 4 | 2  | 2 | 10 | 18 |
| 4.        | Christopher Woodcroft      | Kanada (CAN)           | 4 | 2  | 2 | 9  | 19 |
| 5.        | Constantin Corduneanu      | Románia (ROU)          | 4 | 2  | 2 | 7  | 22 |
| 6.        | Alfredo Leyva              | Kuba (CUB)             | 3 | 1  | 2 | 3  | 5  |
| 7.        | Laureano Atanes            | Spanyolország (ESP)    | 2 | 0  | 2 | 0  | 0  |
| 8.        | Thierry Bourdin            | Franciaország (FRA)    | 2 | 0  | 2 | 1  | 4  |
| 9.        | Chokri Boudchiche          | Tunézia (TUN)          | 2 | 0  | 2 | 0  | 0  |

### Helyosztók
| Versenyző                      | Eredmény     | Versenyző                   | Kp  |
| ------------------------------ | ------------ | --------------------------- | --- |
|                                |              |                             |     |
| 9. helyért                     |              |                             |     |
| Tserenbaataryn Enkhbayar (MGL) | visszalépett | Constantin Corduneanu (ROU) |     |
| 7. helyért                     |              |                             |     |
| Majid Torkan (IRI)             | 2-1          | Christopher Woodcroft (CAN) | 3/1 |
| 5. helyért                     |              |                             |     |
| Ahmet Orel (TUR)               | visszalépett | Szató Micuru (JPN)          |     |

### Döntők
| Versenyző                      | Eredmény | Versenyző                        | Kp  |
| ------------------------------ | -------- | -------------------------------- | --- |
|                                |          |                                  |     |
| Bronzmérkőzés                  |          |                                  |     |
| Valentin Jordanov (BUL)        | 9-3      | Kim Szonhak (Kim Seon-Hak) (KOR) | 3/1 |
| Döntő                          |          |                                  |     |
| Ri Hakszon (Ri Hak-seon) (PRK) | 8-1      | Zeke Jones (USA)                 | 3/1 |

### Végeredmény
| Helyezés    | Név                        | Nemzet            |
| ----------- | -------------------------- | ----------------- |
| Arany       | Ri Hakszon (Ri Hak-seon)   | Észak-Korea       |
| Ezüst       | Zeke Jones                 | Egyesült Államok  |
| Bronz       | Valentin Jordanov          | Bulgária          |
| 4.          | Kim Szonhak (Kim Seon-Hak) | Dél-Korea         |
| 5.          | Ahmet Orel                 | Törökország       |
| 6.          | Szató Micuru               | Japán             |
| 7.          | Majid Torkan               | Irán              |
| 8.          | Christopher Woodcroft      | Kanada            |
| 9.          | Constantin Corduneanu      | Románia           |
| 10.         | Tserenbaataryn Enkhbayar   | Mongólia          |
| helyezetlen | Shane Stannett             | Új-Zéland         |
| helyezetlen | Alfredo Leyva              | Kuba              |
| helyezetlen | Volodimir Tohuzov          | Egyesített Csapat |
| helyezetlen | Laureano Atanes            | Spanyolország     |
| helyezetlen | Anil Kumár                 | India             |
| helyezetlen | Thierry Bourdin            | Franciaország     |
| helyezetlen | Joe Oziti                  | Nigéria           |
| helyezetlen | Chokri Boudchiche          | Tunézia           |